# Oliver Stark
Oliver Stark, all'anagrafe Oliver Leon Jones (Londra, 27 giugno 1991), è un attore britannico.
È conosciuto principalmente per il ruolo di Evan "Buck" Buckley nella serie 9-1-1 per ABC. 

## Biografia
Nato a Londra, nel Regno Unito, è il più piccolo di due fratelli. Ha frequentato la Hendon School a Londra dal 2002 al 2009. Dopo essere entrato a far parte di un'unione di attori nel Regno Unito, si è registrato sotto il nome di Oliver Stark, in quanto Oliver Jones non era disponibile (Stark è il cognome da nubile di sua nonna).
Il primo ruolo da attore di Oliver Stark arrivò nel 2011 quando fu inserito nel cast del cortometraggio Follow di David Alexander. Ha poi ottenuti ruoli di comparsa negli iconici show britannici Luther e Casualty.
Ha poi avuto una serie di ruoli in un film (Underworld Blood Wars) e in alcune serie, prima di interpretare il ruolo principale di Ryder nella serie basata sulle arti marziali Into the Badlands nel 2015. Al momento Oliver Stark interpreta il ruolo del giovane vigile del fuoco Evan Buckley nella serie 9-1-1.
Oliver Stark ha dichiarato di essere vegano e femminista e ha espresso il suo sostegno nei confronti del movimento Black Lives Matter. Inoltre lavora con un ente di beneficenza che fornisce attrezzature per vigili del fuoco per aiutarli a mantenersi in forma.
Oliver Stark ha una voglia sul viso che ha dichiarato di essere stato incoraggiato a rimuovere da un maestro di recitazione, ma lui disse che era un suo tratto distintivo e che rappresentava un modo per ispirare le persone.
Al momento vive a Los Angeles, in California, con il suo cane Jade e il suo gatto Norman. Inoltre ha una relazione con la modella e attrice Hannah Grottesman dal 2016.

## Filmografia

### Cinema
- The Adventurer - Il mistero dello scrigno di Mida (The Adventurer: The Curse of the Midas Box), regia di Jonathan Newman (2013)
- Underworld: Blood Wars, regia di Anna Foerster (2016)

### Televisione
- Casualty – serie TV, episodio 26x12 (2011)
- Luther – serie TV, episodio 3x03 (2013)
- Dracula – miniserie TV, episodio 1x8 (2013)
- Into the Badlands – serie TV, 16 episodi (2015-2017)
- 9-1-1 – serie TV, 119 episodi (2018-in corso)
- 9-1-1: Lone Star – serie TV, episodio 2x03 (2021)

## Doppiatori italiani
- Davide Albano in 9-1-1, 9-1-1: Lone Star
- Gianfranco Miranda in Underworld: Blood Wars
- Emiliano Coltorti in Into the Badlands